# Lithophane emarginata
Lithophane emarginata là một loài bướm đêm trong họ Noctuidae.